# یاسوهیرو تاکدا
یاسوهیرو تاکدا (انگلیسی: Yasuhiro Takeda؛ زادهٔ ۱۲ سپتامبر ۱۹۵۷) کارگردان فیلم، پویانما، و اهالی کسب‌وکار اهل ژاپن است.